# Hystrix (subgènere)
Hystrix és un subgènere de rosegadors de la família dels porcs espins del Vell Món. Les espècies actuals d'aquest grup tenen una àmplia distribució al Vell Món, des d'Itàlia fins al sud d'Àsia i des del Mediterrani fins a Sud-àfrica. Els fòssils més antics d'aquest subgènere daten del Miocè superior. Segons la classificació taxonòmica, altres espècies extintes podrien pertànyer a aquest grup.